# Heinrich Angst
Heinrich Angst (29 de agosto de 1915-9 de septiembre de 1989) fue un deportista suizo que compitió en bobsleigh en las modalidades doble y cuádruple.
Participó en dos Juegos Olímpicos de Invierno en los años 1948 y 1956, obteniendo una medalla de oro en Cortina d'Ampezzo 1956 en la prueba cuádruple. Ganó siete medallas en el Campeonato Mundial de Bobsleigh entre los años 1949 y 1955.

## Palmarés internacional
| Juegos Olímpicos   | Juegos Olímpicos             | Juegos Olímpicos  | Juegos Olímpicos |
| Año                | Lugar                        | Medalla           | Prueba           |
| ------------------ | ---------------------------- | ----------------- | ---------------- |
| 1956               | Cortina d'Ampezzo (Italia)   | Medalla de oro    | Cuádruple        |
| Campeonato Mundial |                              |                   |                  |
| Año                | Lugar                        | Medalla           | Prueba           |
| 1949               | Lake Placid (Estados Unidos) | Medalla de plata  | Doble            |
| 1949               | Lake Placid (Estados Unidos) | Medalla de bronce | Cuádruple        |
| 1950               | Cortina d'Ampezzo (Italia)   | Medalla de bronce | Cuádruple        |
| 1951               | Alpe d'Huez (Francia)        | Medalla de bronce | Cuádruple        |
| 1954               | Cortina d'Ampezzo (Italia)   | Medalla de oro    | Cuádruple        |
| 1955               | Sankt Moritz (Suiza)         | Medalla de oro    | Cuádruple        |
| 1955               | Sankt Moritz (Suiza)         | Medalla de bronce | Doble            |